# دره‌کوی (سولواووا)
دره‌کوی (به ترکی استانبولی: Dereköy) یک منطقهٔ مسکونی در ترکیه است که در سولواووا واقع شده‌است.